# درزبند

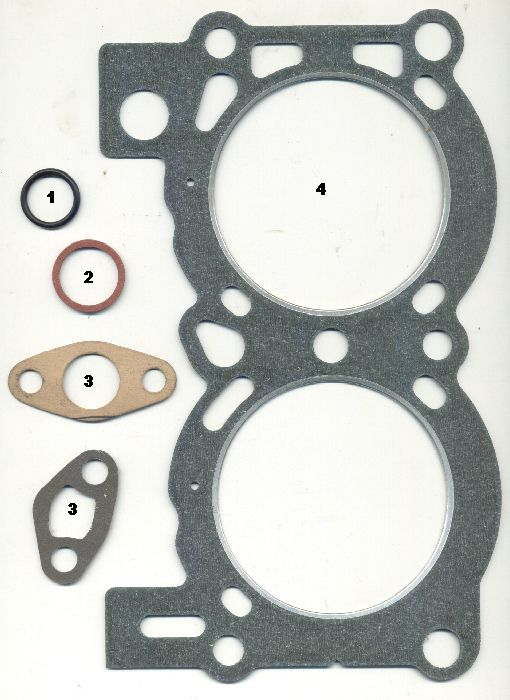
برخی آب‌بندها و درزبندها۱. اُ-رینگ
1. واشر فیبری
2. درزبندهای مقوایی (کاغذی)
3. درزبند سرسیلندر

درزبند یا گَسکِت (به انگلیسی: Gasket) یا به نادرستی پولک آب‌بندی، آب‌بندی مکانیکی است که برای پر کردن فضای میان دو جسم برای جلوگیری از نشت بکار می‌رود. درزبندها را معمولاً از راه برش دادن در صفحه‌های لاستیکی، فلزی، نمدی، مقوایی، فایبرگلاسی، سیلیکونی یا بسپاری می‌سازند.
درزبندهای مربوط به کاربردهای ویژه ممکن است حاوی آزبست هم باشند.

## انواع درزبند (واشر)
گاهی برای اشاره به درزبند از کلمه پولک یا به فنگلیش واشر استفاده می‌شود اما پولک در اصل وسیله‌ای است که برای توزیع بار پیچ و مهره‌ها به کار می‌رود.
پولک‌ها در آببندی صنایع مختلف کاربرد زیادی دارد و انواع متفاوتی بر حسب اندازه، جنس، ساختار و … تقسیم می‌شود. پولک‌های آببندی بسته به نوع جنس عبارت است از؛ پولک کلینگریت یا همان پولک نسوز(Non-Metallic/Compressed Gasket)، پولک لاستیکی(Rubber Gasket)، پولک تفلونی (Ptfe gasket)، پولک فیبری (phenolic sheet gasket)، پولک کربنی یا گرافویل(Geraphoil Gasket)، پولک گرافیتی(graphite gasket)، پولک نمدی(felt industrial gasket)، پولک ویکتوری یا ویکتوریا(vegetable fiber gasket)، پولک چوب پنبه(Rubber Cork gasket) و …(مهرگان نسوز)
عموماً پولکها بر اساس ساختار به دسته‌های زیر تقسیم می‌شوند:
- پولک صفحه‌ای

ارزان‌ترین و پر مصرف‌ترین نوع پولک می‌باشد که تشکیل شده از صفحه‌ای از جنس معمولاً آزبست یا فیبر یا جنس‌های مشابه که به شکل و اندازه مناسب بریده شده و بین دو سطح مورد درزبندی قرار می‌گیرد.
- پولک جامد

پولکی مشابه پولکهای صفحه‌ای است که دارای کیفیت و مرغوبیت بیشتری می‌باشد.
- پولک با حلقه فلزی

این نوع پولک پر مصرف‌ترین نوع پولک در صنعت می‌باشد. نوعی پولک می‌باشد که با استفاده از حلقه‌های فلزی ساخته شده است که ما بین آن‌ها با مواد پر کن مانند گرافیت پر می‌شود. جنس حلقه‌های فلزی بستگی به نوع ماده‌ای که درزبندی می‌شود دارد.
- پولک سیلیکونی نواری

از این نوع پولک در تابه‌های دو طرفه برای پخت غذای بدون آب و روغن به نام چفل ساخت کشور کره جنوبی استفاده شده است که اولین اختراع در نوع خود محسوب می‌گردد.
- پولک سرسیلندر

برای جلوگیری از اختلاط آب و روغن در موتور به کار می‌رود.

## استاندارد
استاندارد مورد استفاده در صنایع نفت و گاز و مخازن تحت فشار برای واشرها ASME B۱۶٫۲۰ می‌باشد که توسط انجمن مهندسان مکانیک آمریکا تهیه و تدوین شده است.

## نوار درزگیر
نوار درزگیر یک ابزار مفید و کاربردی است که در صنایع مختلف برای جلوگیری از نشت، عایق‌بندی و افزایش دوام استفاده می‌شود. نوار درزگیر، نواری از جنس پی‌وی‌سی یا مواد دیگر است که برای پر کردن فضای خالی بین دو قطعه و جلوگیری از نشت مایعات و گازها استفاده می‌شود. این نوارها در صنایع مختلف، از جمله ساختمان‌سازی، خودروسازی و تجهیزات صنعتی کاربرد دارند.

### انواع نوار درزگیر
- نوار درزگیر PVC: این نوع نوار درزگیر معمولاً از جنس پلی وینیل کلراید (PVC) ساخته می‌شود و با توجه به مقدار نرم‌کننده‌ای که به آن اضافه می‌شود، می‌تواند سفت یا انعطاف‌پذیر باشد.
- بست‌های روکش‌دار: این بست‌ها در تأسیسات ساختمانی استفاده می‌شوند و دارای روکشی از جنس EPDM یا NBR هستند.
- روکش شیلنگ: این روکش‌ها از جنس سیلیکون ساخته می‌شوند و در برابر حرارت، اشعه ماوراء بنفش و عوامل خارجی مقاوم هستند.
- نوار درزگیر درب و پنجره: این نوارها برای عایق‌بندی درب و پنجره‌های UPVC و آلومینیومی استفاده می‌شوند و از نفوذ هوا، صدا، آب و گرد و غبار جلوگیری می‌کنند.
- نوار درزگیر صنعتی: این نوارها در صنایع مختلف برای جلوگیری از نشت در اتصالات استفاده می‌شوند و می‌توانند از جنس فلز، لاستیک، تفلون یا مواد کامپوزیت باشند.
- نوار درزگیر دور درب خودرو: این نوارها از جنس PVC یا اسفنج ساخته می‌شوند و برای آب‌بندی درب‌های خودرو استفاده می‌شوند.
- نوار درزگیر درب ضد سرقت و درب چوبی: این نوارها مقاومت بالایی در برابر اشعه ماوراء بنفش و ازن دارند و برای عایق‌بندی درب‌های ضد سرقت و چوبی استفاده می‌شوند.

### ویژگی‌های نوار درزگیر
- مقاومت در برابر نشت: نوار درزگیر از نشت مایعات و گازها جلوگیری می‌کند.
- عایق‌بندی: نوار درزگیر به عنوان عایق حرارتی و صوتی عمل می‌کند.
- مقاومت در برابر عوامل خارجی: نوار درزگیر در برابر نور خورشید، فشار باد، رطوبت و سایر عوامل خارجی مقاوم است.
- انعطاف‌پذیری: نوار درزگیر انعطاف‌پذیر است و به راحتی در محل مورد نظر نصب می‌شود.
- دوام: نوار درزگیر دوام بالایی دارد و برای مدت طولانی قابل استفاده است.

### کاربردهای نوار درزگیر
- ساختمان‌سازی: نوار درزگیر در ساختمان‌سازی برای عایق‌بندی درب و پنجره، لوله‌ها و اتصالات استفاده می‌شود.
- خودروسازی: نوار درزگیر در خودروسازی برای آب‌بندی درب‌ها، شیشه‌ها و سایر قطعات استفاده می‌شود.
- تجهیزات صنعتی: نوار درزگیر در تجهیزات صنعتی برای جلوگیری از نشت در اتصالات و لوله‌ها استفاده می‌شود.[۲]